# Navigație la Jocurile Olimpice de vară din 2020 – Nacra 17
Proba mixtă de navigație Nacra 17 de la Jocurile Olimpice de vară din 2020 a avut loc în perioada 28 iulie-3 august 2021 la Kamakura, fiind programate să aibă loc 13 curse.

## Program
| Mie 28 iul              | Joi 29 iul              | Vin 30 iul   | Sâm 31 iul              | Dum 1 aug                  | Lun 2 aug    | Mar 3 aug            |
| ----------------------- | ----------------------- | ------------ | ----------------------- | -------------------------- | ------------ | -------------------- |
| Cursa 1 Cursa 2 Cursa 3 | Cursa 4 Cursa 5 Cursa 6 | Zi de odihnă | Cursa 7 Cursa 8 Cursa 9 | Cursa 10 Cursa 11 Cursa 12 | Zi de odihnă | Cursa pentru medalii |

## Rezultate
| Loc | Sportivi                                            | Țară                       | I        | II  | III | IV  | V  | VI       | VII | VIII | IX  | X        | XI  | XII | Cursa pentru medalii | Total | Puncte |
| --- | --------------------------------------------------- | -------------------------- | -------- | --- | --- | --- | -- | -------- | --- | ---- | --- | -------- | --- | --- | -------------------- | ----- | ------ |
| 1   | Ruggero Tita Caterina Banti                         | Italia                     | 1        | 3   | 1   | 2   | 5  | 1        | †8  | 3    | 2   | 2        | 1   | 2   | 12                   | 43    | 35     |
| 2   | John Gimson Anna Burnet                             | Marea Britanie             | 7        | 5   | 2   | 1   | 1  | 2        | 5   | †10  | 1   | 5        | 2   | 4   | 10                   | 55    | 45     |
| 3   | Paul Kohlhoff Alica Stuhlemmer                      | Germania                   | 5        | 1   | 7   | 3   | 3  | †11      | 3   | 2    | 8   | 3        | 6   | 6   | 16                   | 74    | 3      |
| 4   | Lin Cenholt Christian Lubeck                        | Danemarca                  | 8        | 8   | 10  | 7   | 2  | 4        | †13 | 11   | 11  | 1        | 3   | 1   | 4                    | 83    | 70     |
| 5   | Jason Waterhouse Lisa Darmanin                      | Australia                  | 2        | †11 | 4   | 4   | 7  | 8        | 1   | 5    | 4   | 6        | 5   | 8   | 18                   | 83    | 72     |
| 6   | Tara Pacheco Florián Trittel                        | Spania                     | 4        | 6   | 6   | 10  | 6  | 3        | 7   | 1    | 7   | 9        | †13 | 3   | 14                   | 89    | 76     |
| 7   | Santiago Lange Cecilia Carranza                     | Argentina                  | 6        | 2   | 5   | 8   | 4  | 6        | 6   | †14  | 10  | 8        | 11  | 9   | 2                    | 91    | 77     |
| 8   | Quentin Delapierre Manon Audinet                    | Franța                     | †18      | 4   | 3   | 5   | 9  | 7        | 10  | 4    | 13  | 7        | 7   | 7   | 8                    | 102   | 84     |
| 9   | Riley Gibbs Anna Weis                               | Statele Unite ale Americii | 9        | 7   | 12  | 6   | 11 | †13      | 9   | 12   | 5   | 13       | 4   | 5   | 6                    | 112   | 99     |
| 10  | Samuel Albrecht Gabriela Nicolino de Sá             | Brazilia                   | 10       | 14  | 9   | 9   | 10 | 10       | 2   | 7    | 6   | †18      | 10  | 10  | 20                   | 135   | 117    |
| 11  | Thomas Zajac Barbara Matz                           | Austria                    | 3        | 10  | 8   | †14 | 13 | 5        | 12  | 13   | 9   | 4        | 12  | 11  | -                    | 114   | 100    |
| 12  | Micah Wilkinson Erica Dawson                        | Noua Zeelandă              | 11       | 12  | 13  | 11  | 8  | 12       | 15  | 9    | †18 | 17       | 8   | 14  | -                    | 148   | 130    |
| 13  | Sinem Kurtbay Akseli Keskinen                       | Finlanda                   | 16       | 9   | †19 | 13  | 14 | 9        | 18  | 8    | 12  | 11       | 9   | 12  | -                    | 150   | 131    |
| 14  | Emil Jarudd Cecilia Jonsson                         | Suedia                     | 17       | 13  | 11  | 16  | 12 | 14       | †19 | 16   | 3   | 10       | 16  | 16  | -                    | 163   | 144    |
| 15  | Shibuki Iitsuka Eri Hatayama                        | Japonia                    | 12       | 18  | 15  | 12  | 15 | 16       | 14  | 6    | 14  | †19      | 15  | 13  | -                    | 169   | 150    |
| 16  | Xuezhe Yang Xiaoxiao Hu                             | China                      | 13       | 19  | 14  | 15  | 16 | 15       | 16  | †20  | 16  | 14       | 14  | 15  | -                    | 187   | 167    |
| 17  | Enrique Figueroa Gretchen Ortiz                     | Puerto Rico                | 15       | 16  | 16  | 18  | 18 | †19      | 4   | 17   | 19  | 15       | 18  | 18  | -                    | 193   | 174    |
| 18  | Pablo Defazio Dominique Knüppel                     | Uruguay                    | †21 (DS) | 15  | 17  | 17  | 17 | 17       | 11  | 18   | 15  | 16       | 17  | 19  | -                    | 200   | 179    |
| 19  | Nicholas Fadler Martinsen Martine Steller Mortensen | Norvegia                   | 14       | 17  | 18  | †19 | 19 | 18       | 17  | 15   | 17  | 12       | 19  | 17  | -                    | 202   | 183    |
| 20  | Mehdi Gharbi                                        | Tunisia                    | 19       | 20  | 20  | 20  | 20 | †21 (DS) | 20  | 19   | 20  | †21 (NT) | 20  | 20  | -                    | 240   | 219    |